# テヘラーン裁判所

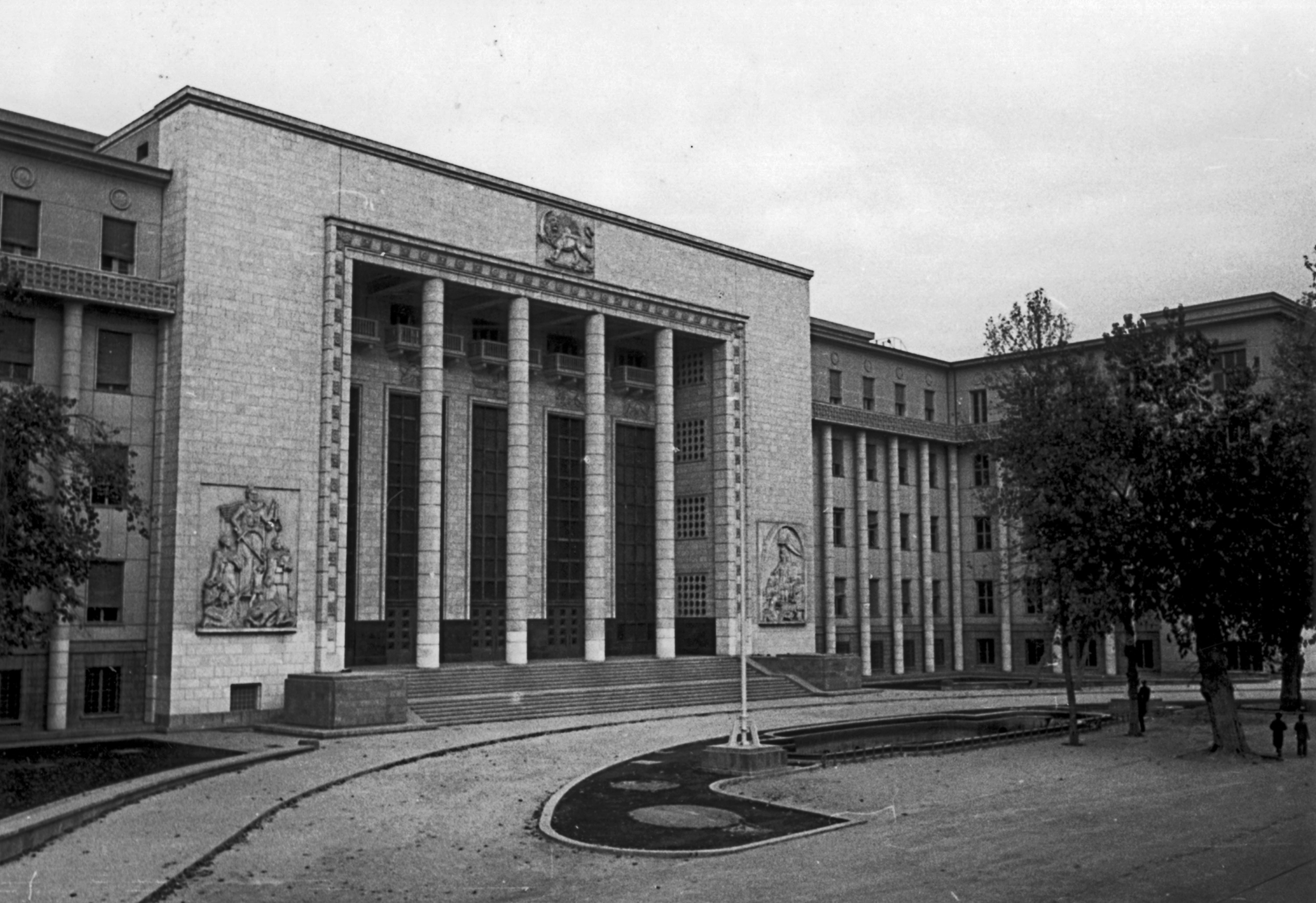
1970年代のテヘラーン裁判所

テヘラーン裁判所（ペルシア語: کاخِ دادگستریِ تهران , ラテン文字転写: Kāx-e Dādgostari-ye Tehrān）は、イランの首都テヘラーンにある歴史的建造物である。大通りが四方から集まる場所に建っており、現在は最高裁判所の建物として利用されている。パフレヴィー朝時代に、第二代最高裁判所所長であったモフセン・サドル時代に、この建物を建設する提案がなされ、チェコスロヴァキアの企業連合体シュコダ財閥に建設が任された。建造はイラン暦1317年（西暦1938年）に始まったが、第二次世界大戦により建設が二年中断した。1325年（1946年）に完成し、当時の皇太子モハンマド・レザー臨席の下、開所した。
なお、1324年エスファンド月20日（西暦1946年3月11日）には、アフマド・キャスラヴィーという法の支配を説く思想家が、テヘラーン裁判所3階の第7訊問室の中で、自身に向けられた反イスラーム思想疑惑に対して釈明していたさなか、兵士に偽装して侵入してきたイスラーム主義者集団「フェダーイヤーネ・エスラーム」の構成員二人により銃で撃たれた上、27か所を刺されて暗殺されるという事件があった。
テヘラーン裁判所の建築は、イスタンブール生まれテヘラーン育ちのアルメニア人建築家、ガブリエル・ゲヴレキヤーンにより、新古典主義の様式で設計された。建物の細部の装飾として、イランの偉人たちの巨大な彫像があり、その中で、正義の女神の彫像はアボルハサン・サディーギーの、アヌーシールワーン公正王（ホスロー1世の別名）の彫像はゴラームレザー・ラヒームザーデ・アルジャングの作品である。

## ギャラリー

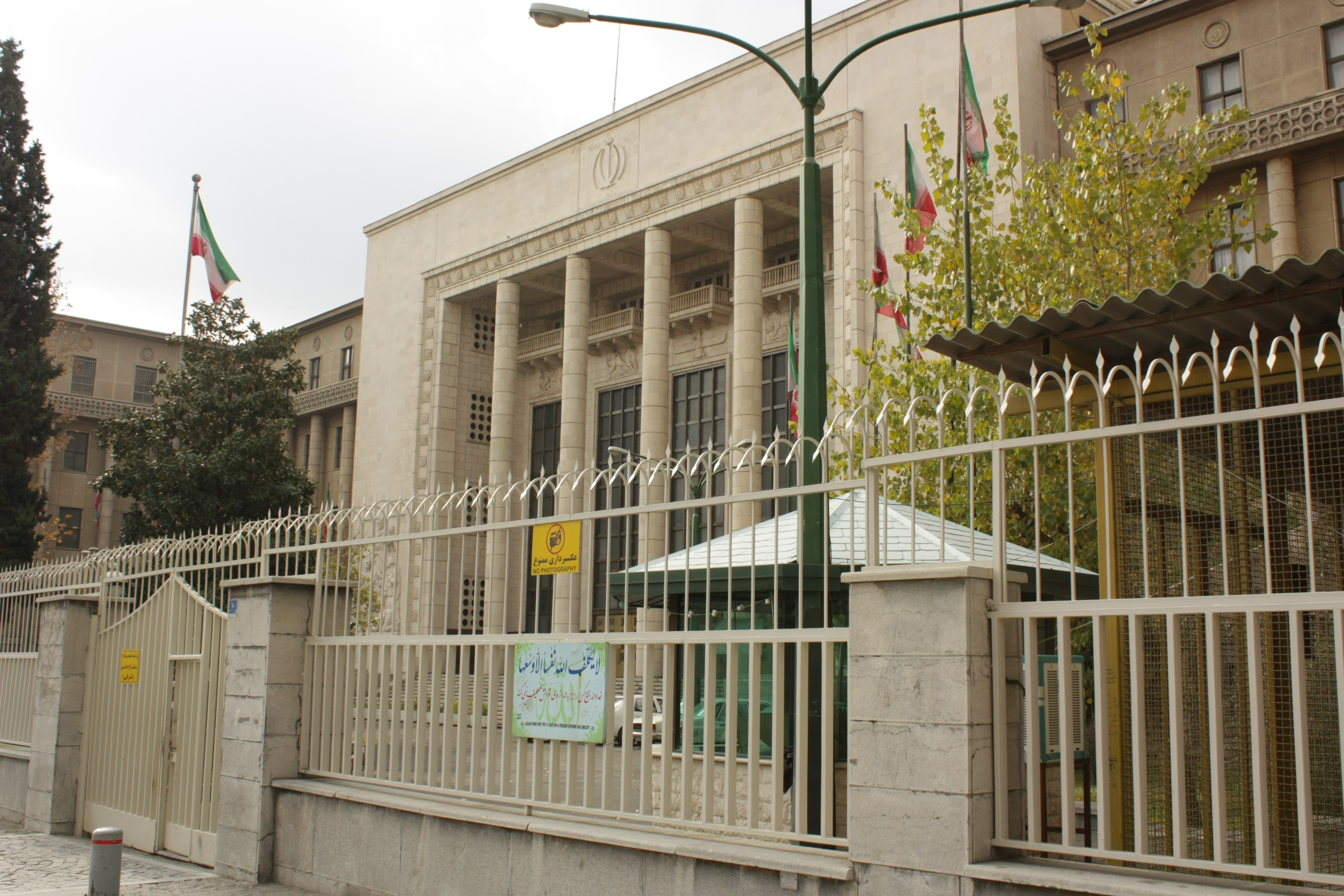
2013年撮影
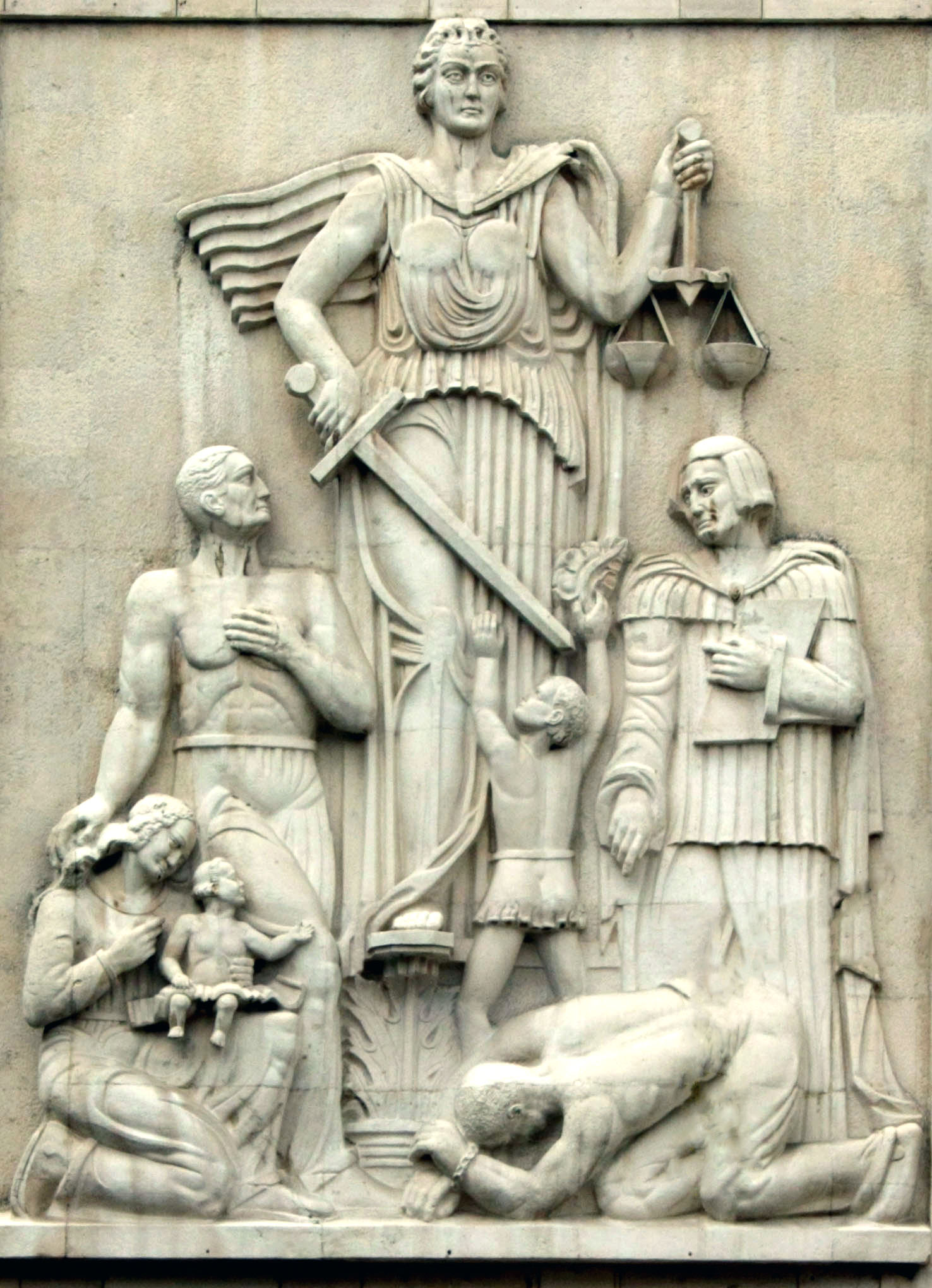
正義の女神の彫像、アボルハサン・サーディーギー作
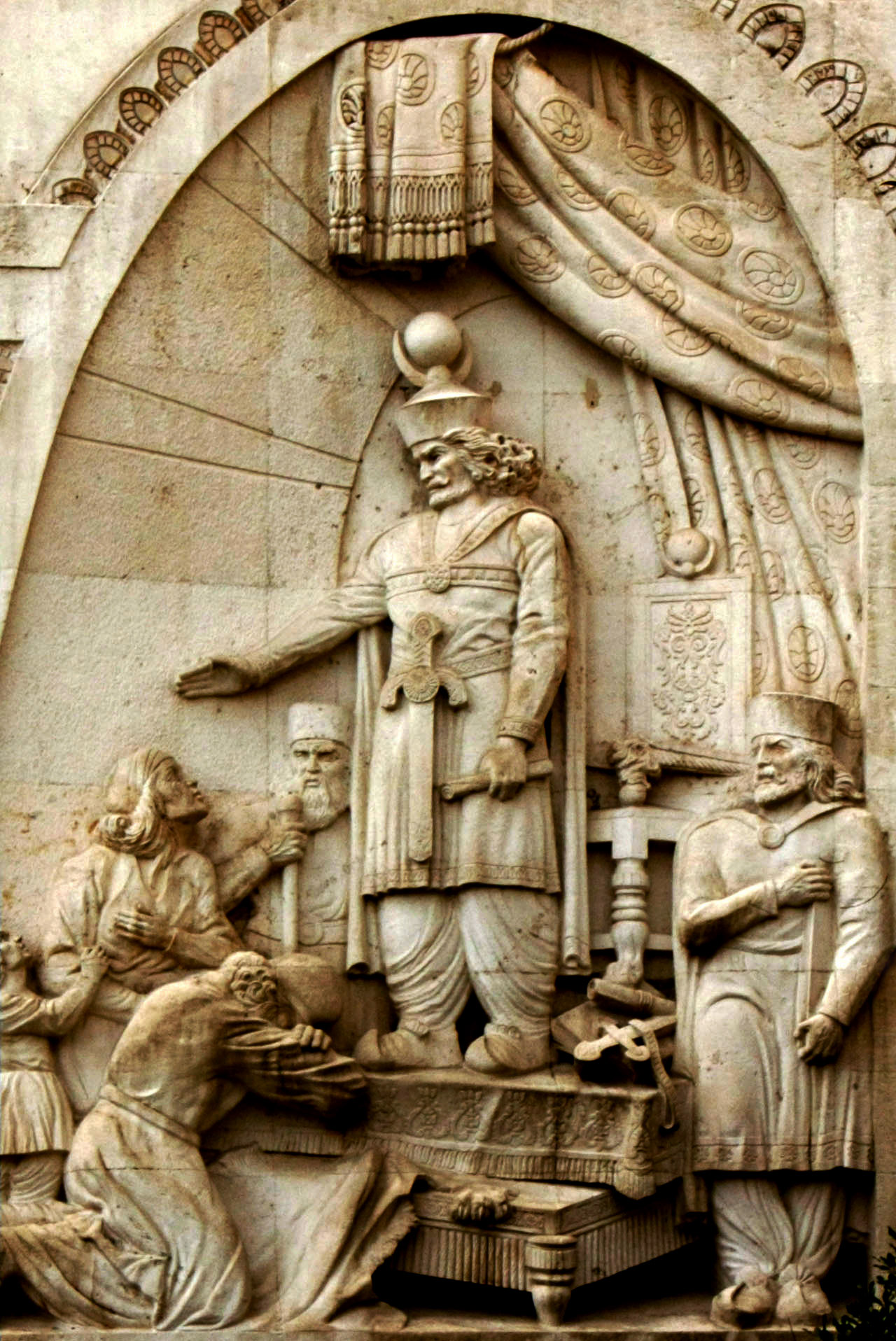
アヌーシールワーン公正王の彫像、ゴラームレザー・ラヒームザーデ・アルジャング作
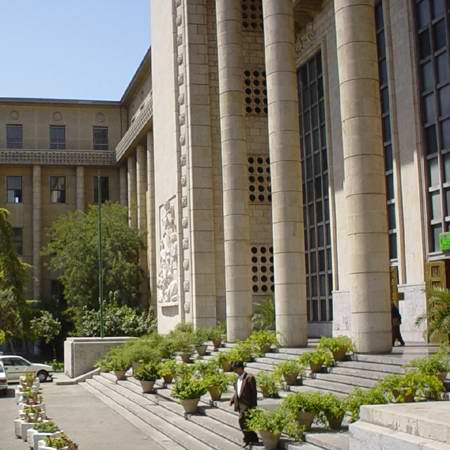
2004年撮影
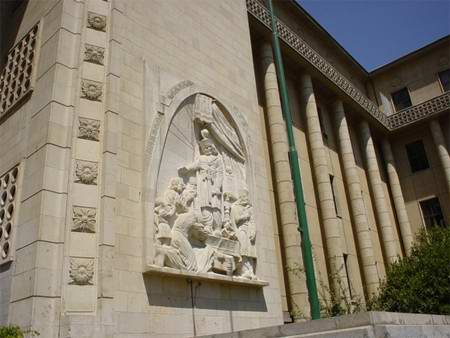
2004年撮影